# Fritz Stüssi (Skilangläufer)
Fritz Stüssi (* 15. März 1945 in Glarus; † 8. Juli 1970) war ein Schweizer Skilangläufer.

## Werdegang
Stüssi, der für den SC Riedern und den SC Alpina St. Moritz startete, nahm bis 1965 an Juniorenrennen teil. Dabei belegte er im Dezember 1964 in Linthal den ersten Platz über 18 km. In der Saison 1965/1966 errang er den dritten Platz über 15 km in Schwendi, den 16. Platz mit der Schweizer Staffel beim internationalen Rennen in Le Brassus und siegte bei den Ostschweizer Regionalmeisterschaften in Wildhaus über 12 km. Bei den Schweizer Skimeisterschaften 1966 in Andermatt wurde er Fünfter mit der Staffel vom SC Riedern. Zu Beginn der Saison 1966/67 kam er in St. Moritz auf den zweiten Platz im Einzel und auf den ersten Rang mit der Staffel und in Vättis auf den zweiten Platz über 15 km. Es folgten dritte Plätze am Zugerberg und in Neukirch und der 16. Rang über 15 km und der vierte Platz mit der Staffel in Le Brassus. Im Februar 1967 kam er bei den vorolympischen Wettbewerben in Grenoble auf den 37. Platz über 15 km und wurde bei den Schweizer Skimeisterschaften in Einsiedeln Sechster über 15 km und Vierter mit der Staffel. Zum Saisonende triumphierte er im Schwarzwald über 12 km. Nach mehreren zweiten und ersten Plätzen bei nationalen Rennen zu Beginn der Saison 1967/68 errang er bei den Schweizer Skimeisterschaften 1968 in Lenk den siebten Platz über 15 km und wurde daraufhin für die Olympischen Winterspiele 1968 in Grenoble nominiert. Dort lief er auf den 35. Platz über 30 km. Ab der Saison 1968/69 startete er national für den SC Alpina St. Moritz. Dabei erreichte er erneut mehrmals Podestplatzierungen und beim internationalen Staffellauf in St. Moritz den zweiten Platz mit der Schweizer Staffel. Bei den Schweizer Skimeisterschaften 1969 holte er Silber über 30 km und Gold mit der Staffel vom SC Alpina St. Moritz. Zudem wurde er Vierter über 15 km. In der Saison 1969/70 gewann er bei den Schweizer Skimeisterschaften 1970 erneut Gold mit der Staffel und belegte bei den Nordischen Skiweltmeisterschaften 1970 in Štrbské Pleso den 29. Platz über 15 km und den 28. Rang über 50 km.
Am 8. Juli 1970 stürzte er bei einer Klettertour an der Nordwand des Punta da l’Albignas ab und erlitt dabei schwere Verletzungen am Hinterkopf, woran er verstarb.